# Преа (Казерта)
Преа је насеље у Италији у округу Казерта, региону Кампанија.
Према процени из 2011. у насељу је живело 78 становника. Насеље се налази на надморској висини од 299 м.